# Ciutadella d'Amman

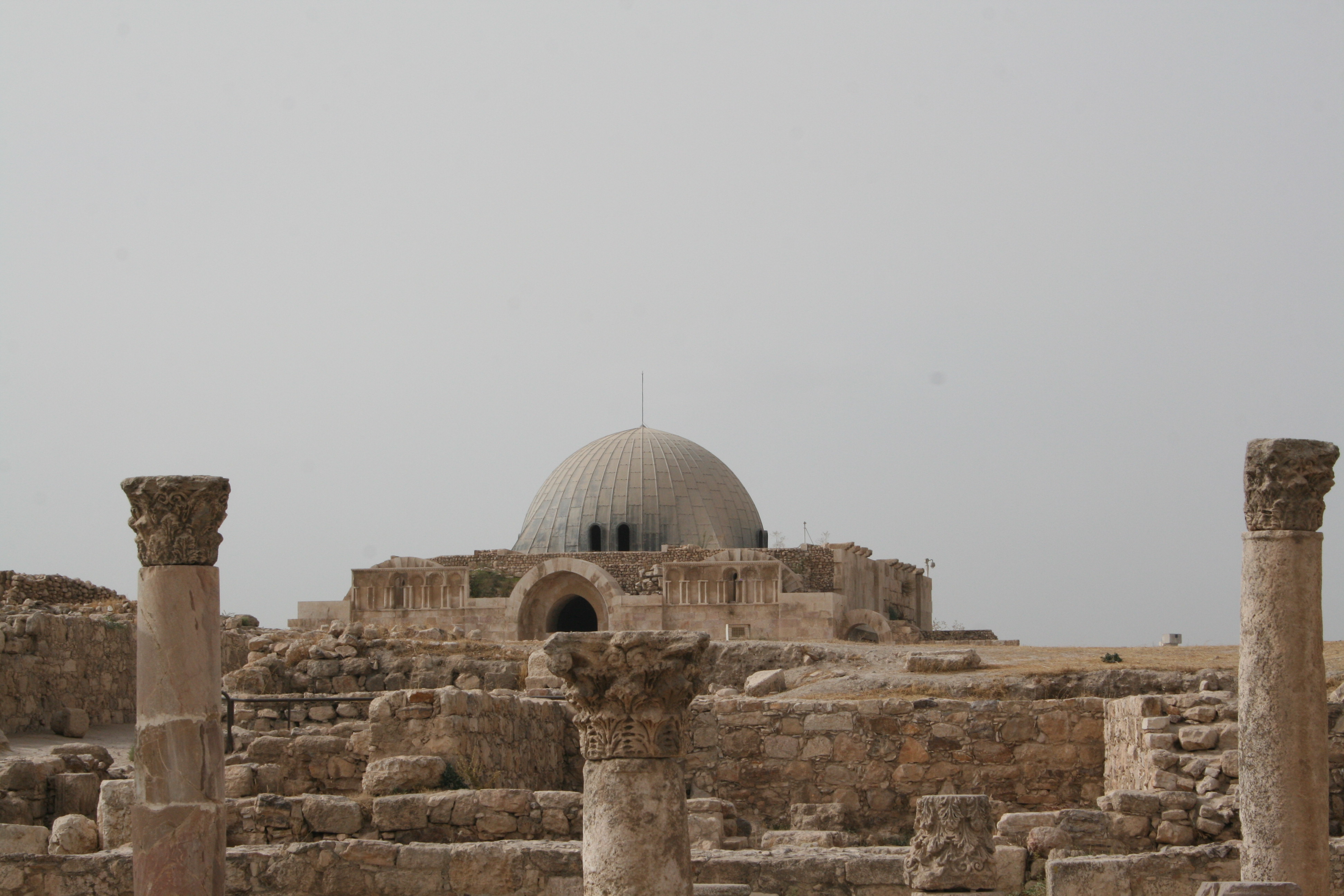
Església romana d'Orient

La Ciutadella d'Amman és un lloc històric nacional situat al centre d'Amman, capital de Jordània. Denominada en àrab Jabal al-Qal'a, (جبل القلعة), aquest turó amb forma de ela és una de les set jabals que componien originàriament Amman. S'han trobat evidències d'ocupació des del Neolític, que la fan un dels llocs habitats més antics del món. L'habitaren diferents pobles i cultures fins a l'arribada de la dinastia omeia, després de la qual hi arribà un període de declivi i durant gran part del temps, fins al 1878, l'antiga ciutat esdevingué un munt de ruïnes que només els llauradors beduïns i estacionals usaven esporàdicament.
En la història de la ciutadella hi ha hagut civilitzacions importants que s'estenien per continents i prosperaren durant segles, ja que cada imperi en deixava pas al següent. També fou testimoni del naixement de tres grans religions monoteistes: judaisme, cristianisme i islam. La mesquita dels Omeies és dins la ciutadella, i això s'atribueix a la contínua habitació de la zona durant anys per les tres religions monoteistes.
La ciutadella ha estat habitada més de 7.000 anys. Suposa un viatge en el temps, amb un impressionant museu a l'aire lliure. Dins la ciutadella hi ha el Museu Arqueològic de Jordània, que conté una col·lecció d'aquests objectes, junt amb els d'altres llocs històrics de Jordània.
Tot i que les muralles envolten el centre del lloc, durant antics períodes d'ocupació els assentaments cobrien una superfície més gran, fora de la muralla. Les estructures, tombes, arcs, muralles i escales antigues no estan envoltades d'estructures modernes i, per tant, la ciutadella té un gran potencial arqueològic, junt amb l'àrea propera. S'hi han fet treballs arqueològics al jaciment des de la dècada de 1920, incloent-hi projectes italians, britànics, francesos i jordans, però una gran part de la ciutadella roman sense excavar.

## Història
Les excavacions hi han descobert signes d'ocupació humana des de l'edat del bronze mitjà (1650-1550 ae) en una tomba que tenia segells d'escarabats. Durant l'edat del ferro, la ciutadella es deia Rabbath-Ammon. La inscripció a la ciutadella d'Amman prové d'aquest període, un exemple d'escriptura fenícia primerenca. Fou ocupada pels assiris, babilonis i perses. Quan la conqueriren els grecs al 331 ae, la ciutat es va anomenar Filadèlfia. [11] En el període hel·lenístic, no hi hagué massa canvis arquitectònics, però la ceràmica en proporciona evidència de l'ocupació. Els romans l'ocuparen al voltant de l'any 30 ae, i finalment va restar sota domini musulmà l'any 661. La ciutadella disminuí en importància sota el govern de la dinastia aiúbida al segle xiii, encara que durant aquest període s'hi afegí una torre de vigilància.

## Contingut
- Temple romà d'Hèrcules
- Palau dels Omeies
- Cisterna d'aigua Umayyad
- Església romana d'Orient
- Torre de vigilància aiúbida

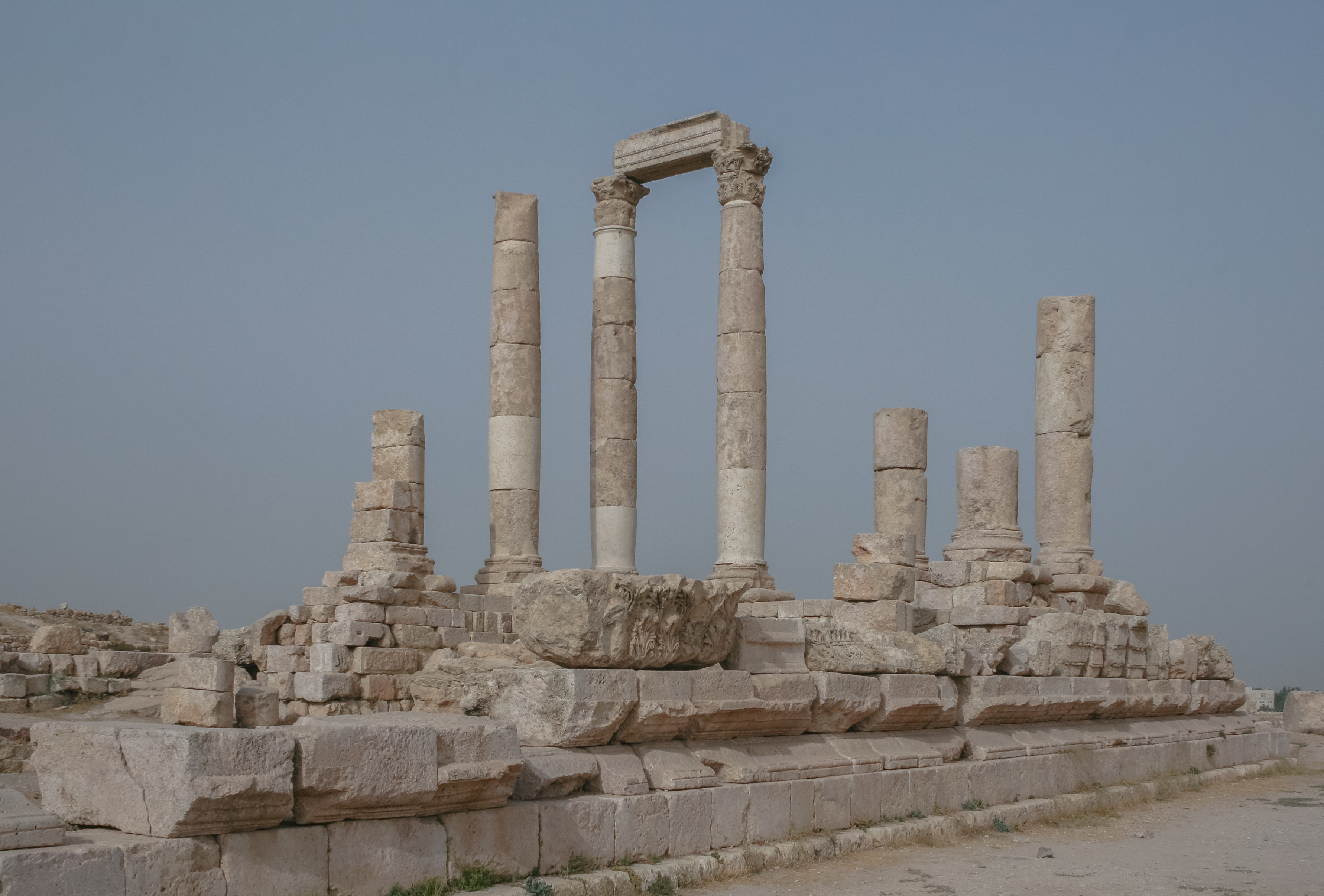
Temple d'Hèrcules

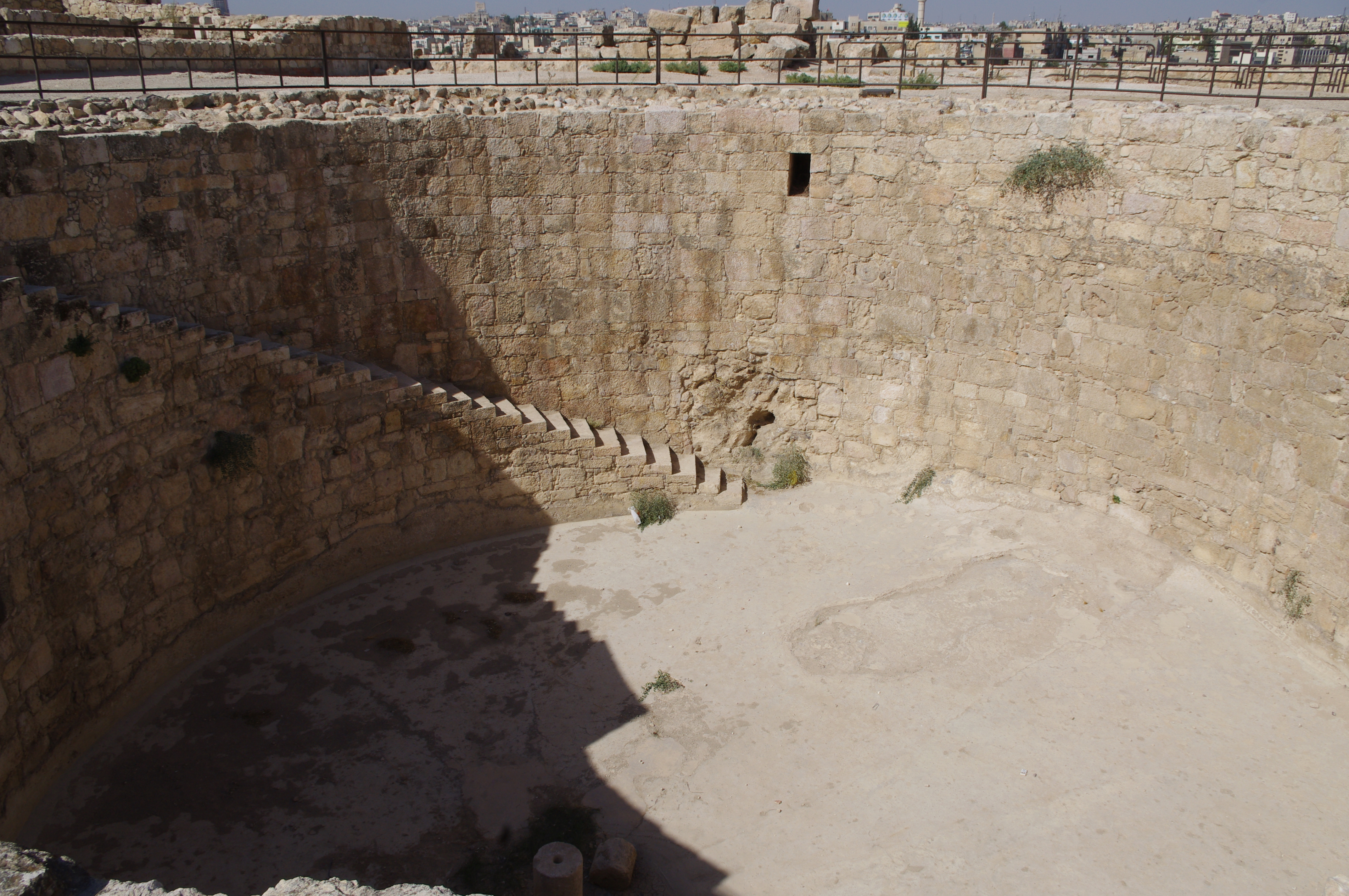
Cisterna d'aigua Umayyad

- El temple d'Hèrcules del lloc data de l'ocupació romana de la ciutadella al s. II.[9]

Durant l'Imperi Omeia (661-750), una estructura de palau coneguda en àrab com al-Qasr (القصر) es va construir a la ciutadella. El palau dels omeies degué servir com a edifici administratiu o com a residència d'un funcionari omeia. El palau mostra una arquitectura romana d'Orient. Per exemple, el vestíbul d'entrada té forma d'un pla encreuat grec. El palau podria haver estat construït sobre una estructura romana d'Orient existent en aquesta forma. Hi ha un enorme dipòsit d'aigua excavat al sòl adjacent al palau, junt amb una església romana d'Orient a l'altre costat.
A partir de 1995-1996, el Ministeri de Turisme i Antiguitats de Jordània, en associació amb l'Agència dels Estats Units per al Desenvolupament Internacional, començà un projecte per conservar i restaurar aquest jaciment. La ciutadella d'Amman alberga també el Museu Arqueològic de Jordània, que exhibeix una col·lecció d'artefactes arqueològics de la ciutadella i altres llocs històrics jordans.